# Frederik Bay
Frederik Bay (født 6. august 1997) er en dansk fodboldspiller, der spiller for FC Helsingør. Han spiller på venstre back.

## Karriere
Frederik Bay har været tilknyttet F.C. København "School of Excellence" og har spillet en række kampe klubbens ungdomshold og reservehold. I august 2016 blev han indlemmet i FCK's førsteholdstrup. Han fik sin officielle debut for FCK's førstehold i en pokalkamp den 26. oktober 2016 mod Jammerbugt FC, hvor Bay fik en halvleg. 
Den 31. januar 2017 på transfervinduets sidste dag blev det offentliggjort, at Frederik Bay skiftede til FC Helsingør i 1. division på en halvårig lejeaftale, hvor hans kontrakt med FC København også udløber.
Efter udløbet af kontrakten med FC København blev Frederik Bay tilknyttet FC Helsingør på en fast kontrakt. 

## Landsholdskarriere
Frederik Bay har pr. 1. november 2016 spillet to kampe for Danmark U/18 og tre kampe for Danmark U/19.